# Hr.Ms. Endeh (schip, 1941)
De Hr.Ms. Endeh was een Nederlandse hulpmijnenveger van de DEFG-klasse gebouwd door de Droogdok Maatschappij in Tandjong Priok. Het ontwerp van de DEFG-klasse was zo dat de schepen na de Tweede Wereldoorlog dienst zouden kunnen doen als gewestelijkvaartuig bij de gouvernementsmarine. Het schip is vernoemd naar de Indonesische stad Endeh op het eiland Flores.
Het schip werd op 2 maart 1942, net buiten de haven van Tandjong Priok, door twee Japanse torpedobootjagers tot zinken gebracht. Aan boord bevonden zich 24 voornamelijk officieren die met de Endeh probeerden te vluchten naar een geallieerde haven. Bij het tot zinken brengen kwamen zeven opvarenden om het leven; de overige opvarenden konden een van de Duizendeilanden bereiken. Toen ze op 24 maart 1942 terugkeerden naar Jakarta werden de overlevende gevangen genomen.